# Smrtno varen
Smrtno varen (angleško Death Proof) je ameriška eksploatacijska grozljivka iz leta 2007, ki jo je režiral, zanjo napisal scenarij in jo tudi posnel Quentin Tarantino. V glavni vlogi nastopa Kurt Russell kot kaskader, ki mori mlade ženske v uprizorjenih prometnih nesrečah v svojem »smrtno varnem« kaskaderskem avtomobilu. V glavnih vlogah nastopajo še Rosario Dawson, Vanessa Ferlito, Jordan Ladd, Rose McGowan, Sydney Tamiia Poitier, Tracie Thoms in Mary Elizabeth Winstead ter kaskaderka Zoë Bell, ki igra samo sebe. Film je poklon slasher, eksploatacijskim in filmom o športnih avtomobilih iz 1970-tih.
Film je bil premierno predvajan 6. aprila 2007 v ameriških kinematografih skupaj s filmom Planet terorja Roberta Rodrigueza pod skupnim naslovom Grindhouse, z namenom poustvarjanja izkušnje gledanja dvojnih filmov v kinematografih grindhouse. V kinematografih izven ZDA in na DVD-ju je bil izdan ločeno, v ZDA 18. septembra istega leta. Prikazan je bil na Filmskem festivalu v Cannesu v tekmovalnem programu za zlato palmo.

## Vloge
- Kurt Russell kot kaskader Mike McKay
- Zoë Bell kot ona sama
- Rosario Dawson kot Abernathy Ross
- Vanessa Ferlito kot Arlene/Butterfly
- Sydney Tamiia Poitier kot Jungle Julia Lucai
- Tracie Thoms kot Kim Mathis
- Rose McGowan kot Pam
- Jordan Ladd kot Shanna
- Mary Elizabeth Winstead kot Lee Montgomery
- Quentin Tarantino kot Warren
- Marcy Harriell kot Marcy
- Eli Roth kot Dov
- Omar Doom kot Nate
- Michael Bacall kot Omar
- Monica Staggs kot Lanna Frank
- Jonathan Loughran kot Jasper
- Michael Parks kot teksaški ranger Earl McGraw
- James Parks kot ranger Edgar McGraw
- Marley Shelton kot dr. Dakota Block